# Pierre-Dominique Bazaine (1786-1838)
Pour les articles homonymes, voir Pierre-Dominique Bazaine (1809-1893), Bazaine et Famille Bazaine.
Pierre-Dominique Bazaine, né le 13 janvier 1786 à Scy-Chazelles et mort le 28 septembre 1838 à Paris, Пётр Петрович Базен (Petr Petrovich Bazin), est un Français, polytechnicien ingénieur des ponts et chaussées, sélectionné pour aller exercer en Russie, à la suite d'un accord entre Napoléon Ier et Alexandre Ier.
Par ailleurs, il est le père de l'ingénieur Pierre-Dominique Bazaine (1809-1893) et du maréchal François Achille Bazaine (1811-1888), ainsi qu'un ancêtre direct de l'artiste peintre Jean Bazaine (1904-2001).

## Biographie

### Parents et formation

#### Parents
Pierre-Dominique Bazaine est né, le 13 janvier 1786, à Scy près de Metz. Son père, Pierre Bazaine (1759-1832) est vigneron propriétaire dans ce village, qui dispose sur son territoire du mont Saint-Quentin et de vins rouges et blancs de bonne réputation, sa mère Françoise est née Gilbert (1758-1840), ils se sont mariés en 1780.
Plus tard ses parents quittent la Moselle pour s'installer à Paris. Son père Pierre Bazaine, d'abord portier rue Sainte-Anne en 1792, est en 1794 à la barrière de Bercy où il occupe le poste de contrôleur-jaugeur de l'octroi de bienfaisance. Puis il est, en 1794, receveur du droit de passe à Paris avant de retrouver une fonction de contrôleur-jaugeur à la barrière d'Enfer. Il publie plusieurs études scientifiques en relations avec les Poids et mesures dans le Système métrique, ce qui l'amène à enseigner à l'Athénée des Arts et à fréquenter divers sociétés savantes et entrer en relation avec des membres de l'Académie des sciences, Adrien-Marie Legendre et Sylvestre-François Lacroix, mais aussi avec le gouverneur de l'École polytechnique Jean-Girard Lacuée,.

#### Formation
Le jeune Pierre-Dominique Bazaine montre dans sa scolarité des facilités et des capacités. En 1802, à 16 ans, il passe les épreuves du concours général et se distingue avec un prix de mathématiques. Un an plus tard il réussit le concours d'entrée à l'École polytechnique. Élève de la promotion 1803, il choisit d'aller dans le « service de l'artillerie ». Après ces deux années il sort second de sa promotion. Il y a notamment été l'élève de : Joseph-Louis Lagrange, Gaspard Monge, Jean Nicolas Pierre Hachette et Lazare Carnot, des enseignants mettant l'esprit de mathématiques comme « l'essence de la formation de l'ingénieur ».
Ce classement lui permet, à 19 ans, d'intégrer l'École d'application de son choix. Il suit les conseils et l'insistance de ses parents, il choisit d'aller dans le corps des ponts-et-chaussées. Du fait des capacités montrées dans les cours, il est nommé « répétiteur d'analyse à Polytechnique » dès son entrée à l'École d'application. Il termine sa formation en réalisant des missions dans le midi et en Italie.

### Famille

#### Relation avec Marie-Madeleine Vasseur
Il a d'abord une relation avec Marie-Madeleine Vasseur (1788-1840) qui donne naissance à trois enfants, qu'elle déclare seule : en 1808, une fille dont l'acte de naissance ne porte que le nom de sa mère : Mélanie Vasseur ; en 1809, un garçon déclaré Dominique Bazaine Vasseur, sans précision sur le nom du père, Bazaine pouvant apparaître comme un prénom ; puis en 1811, un autre garçon déclaré François Achille Bazaine, sa mère précisant le nom de son père. Pour ce dernier né quelques mois après le départ de Pierre-Dominique Bazaine pour la Russie, celui-ci envoie une lettre à Marie-Madeleine pour l'assurer qu'il est fier d'avoir un fils et qu'il aura les moyens pour subvenir aux besoins des trois enfants.
Sa fille Mélanie Vasseur (1808-1852) épouse l'ingénieur Émile Clapeyron le 7 janvier 1834 à Paris. Son fils aîné, Pierre-Dominique Bazaine (1809-1893) devenu polytechnicien et ingénieur des Ponts et chaussées ingénieur se marie, le 21 mai 1832 avec, une Anglaise, Georgina Elizabeth Hayter. Son deuxième fils François Achille Bazaine sera maréchal de France sous le Second Empire, avant d'être impliqué dans la défaite de la Guerre franco-allemande de 1870.

#### Mariage avec Stéphanie de Senovert

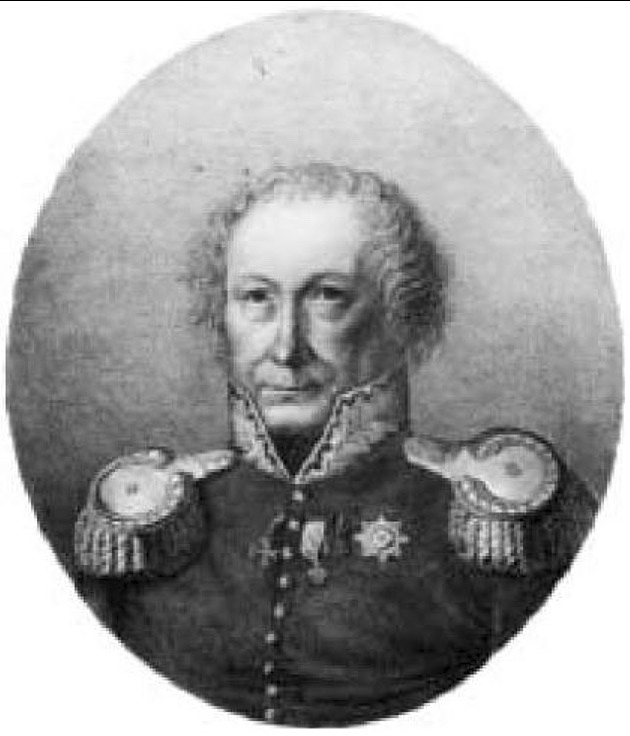
Étienne-François de Sénovert (1753-1831)

En Russie, Pierre-Dominique Bazaine se marie à Saint-Pétersbourg, le 15 novembre 1817, avec Alexandrine Sophie Stéphanie de Senovert (1801-1847), fille d'Étienne-François de Sénovert, un émigré français devenu général-major et « premier directeur de l'Institut ». À Saint-Pétersbourg, le 1er mai 1819, nait Mathilde Élisabeth Pauline Bazaine (1819-1899), qui épousa en 1842 Ernest Pépin Lehalleur (1819-1869).
Stéphanie de Senovert a été inhumé au cimetière de Montmartre dans la même sépulture que son mari, ainsi que René Valère Joseph Pépin Lehalleur (1857-1928) et Marcel Pépin Lehalleur (1896-1968), son petit-fils.

### Ingénieur en Russie

#### Choisi, premières études (1809-1812)
En 1809 dans l'Empire russe, Agustín de Betancourt, un ingénieur espagnol récemment nommé inspecteur de l'Institut du corps du génie des voies de communications de Saint-Pétersbourg, manque d'enseignants scientifiques de qualité. Après avoir épuisé les ressources en hommes présentes sur place, il lui reste encore quatre postes à pourvoir. Pendant l'été le directeur des communications par eau et par terre, le prince G. Golstein-Oldenburg, conseil à l'empereur Alexandre Ier d'inviter des ingénieurs français pour combler les besoins de l'Institut et de l'ensemble du corps des voies de communications. Au début du mois de novembre, l'ambassadeur à Paris, Alexandre Kourakine approche Napoléon Ier pour le remercier d'avoir autorisé quatre de ses ingénieurs à entrer au service de la Russie. Le choix se porte sur quatre jeunes polytechniciens et ingénieurs des ponts et chaussées : Jacques Alexandre Fabre (X1801), Pierre-Dominique Bazaine (X1803), Jean Antoine Maurice Destrem (X1803), et Charles Michel Potier (X1805). Ils sont mis en congé illimité par le corps des ponts et chaussées français et un accord, entre la France et la Russie, prévoit que leur avancement sera équivalent en France à celui obtenu en Russie.
Au mois de mai 1810, Pierre-Dominique Bazaine, accompagné de ses trois camarades, prend la route pour rejoindre Saint-Pétersbourg. À son arrivée il se voit attribuer le grade de Lieutenant-Colonel et il est envoyé dans la région méridionale de l'Empire russe sous les ordres du duc de Richelieu, Armand-Emmanuel du Plessis. qui est gouverneur-général de cette région dénommée Nouvelle Russie. De 1810 à 1812, Pierre-Dominique Bazaine et son camarade Destrem sont au travail dans les villes d'Odessa et de Kherson. En avril 1812 Pierre-Dominique Bazaine retourne à Saint-Pétersbourg où il reçoit la médaille de deuxième classe de l'Ordre de Sainte-Anne.

#### Exile et isolement (1812-1815)
En 1812, les rapports entre Alexandre et Napoléon se détériorent au point d'aboutir à une guerre qui débute au mois de juin avec la Campagne de Russie de la Grande Armée. Cet événement a immédiatement des répercussions pour les quatre ingénieurs français, l'ambassadeur de France, Jacques Alexandre Law de Lauriston, leur suggère de rentrer mais les Russes, qui les considèrent alors comme des membres d'un État ennemi refusent de les laisser partir. Pierre-Dominique Bazaine et ses trois camarades, sont arrêtés puis envoyés en exil le 29 juin. Cette mesure les envoie dans la province de Iaroslavl, puis le 29 juillet ils sont transférés à Pochekhonié avant d'arriver à leur destination finale à Irkoutsk en Sibérie le 17 août.
À Irkoutsk, ils sont ensemble dans une maison étroitement surveillées. Ils n'ont ni l'autorisation d'en sortir ni celle de recevoir des visiteurs. Dans cette environnement hostile, ils s'occupent en perfectionnant leurs connaissances des langues et en effectuant des traductions. Pierre-Dominique Bazaine complète ces activités en reprenant et poursuivant le travail de recherche en mathématiques qu'il avait débuté dès leur arrivée à Pochekhonié, mais dont il avait du abandonner les feuillets lors du départ pour Irkousk. Il « rédige un traité du calcul différentiel et quelques mémoires sur les applications de la géométrie plane et sur les différentes propriétés des corps tridimensionnels ».

#### Directeur de l'Institut (1824-1834)
Sa mission est de créer un Institut d’ingénieurs des ponts et chaussées, comparable à l'École des Ponts et Chaussées de Paris. En 1824, Pierre-Dominique Bazaine devient le directeur de cet Institut. Bazaine reste en Russie jusqu'en 1832, organisant le réseau des routes et aménageant les voies navigables. Bazaine fut le concepteur de nombreux ponts à Saint-Pétersbourg et dans ses faubourgs, aussi bien des petits ponts de fer, à la fois élégants et légers, (dans le Jardin d'été et sur la Moïka), que des ouvrages majeurs, de génie civil. C’est lui qui a conçu les constructions des planchers du palais d'Hiver, du Théâtre Alexandrinski et de la Cathédrale de la Sainte-Trinité. Il dirigea par ailleurs les travaux de construction du canal Obvodni, des bâtiments du Sénat et du Synode des écluses de Schlüsselbourg, ainsi que les constructions hydrauliques de l’usine Okhtinski. C’est aussi lui qui élabora le premier projet de protection de Saint-Pétersbourg contre les inondations. Il a écrit plusieurs traités sur les mathématiques, le transport et le génie civil.

### Retour en France et décès (1834-1838)
Toutes ses activités ont eu raison de son corps et c'est malade qu'il rentre en France en 1835, avec le projet de retourner en Russie poursuivre ses activités dès que sa santé lui permettra.
Sa femme Stéphanie Bazaine est active dans la propagation du fouriérisme, il y participe également, le couple fréquente notamment Clarisse Vigoureux et Victor Considerant.
Pierre-Dominique Bazaine meurt à 52 ans, le 28 septembre 1838, à son domicile au no 9 de la rue Neuve des Capucines à Paris. Il est inhumé au cimetière de Montmartre 19e division.

## Mémoires, notices et traités

### Publications
- 1817 
  - Traité élémentaire de calcul différentiel : à l'usage des élèves de l'Institut des voies de communication, Saint-Pétersbourg, Imprimerie de la Marine, 1817, 244 p. (lire en ligne)[30].
  - Mémoire sur la théorie du mouvement des barques à vapeur et sur leur application à la navigation des canaux, des fleuves et des rivières, Saint-Petersbourg, Impr. d l'Académie impériale des sciences, 1817, 79 (3 planches) (SUDOC 150009526, présentation en ligne).
- 1818
  - Mémoire sur l'application à la géométrie plane de plusieurs propriétés de l'hyperboloïde de révolution et du cône, et sur la résolution de quelques problèmes relatifs aux courbes du second degré (présenté à l'Académie royale des sciences)
- 1825 
  - avec G. Lamé, Traité élémentaire de calcul intégral : à l'usage des élèves de l'Institut des voies de communication, vol. 1, Saint-Pétersbourg, Impr. de la Marine, 1835[31].
  - avec G. Lamé et É. Clapeyron, « Description d'un pont suspendu de 1022 pieds d'ouverture », Annales des Mines, Paris, 1re série, vol. 11,‎ 1825, p. 265-278 (lire en ligne, consulté le 8 octobre 2018).
- 1828
  - « Sur l'état actuel de la navigation du canal de Ladoga (année 1826) », Journal du génie civil, des sciences et des arts, t. 1,‎ 1828, p. 369-370 (lire en ligne, consulté le 8 octobre 2018).
  - « Mémoire sur l'établissement des bassins d'épargne dans les canaux de navigation : et sur les moyens d'économiser une grande partie de l'eau qui se dépense annuellement au canal de Ladoga », Journal du génie civil, des sciences et des arts, t. 1,‎ 1828, p. 371-408 (lire en ligne, consulté le 8 octobre 2018).
  - « Notice sur un nouvel artifice propre à diminuer la dépense d'eau des canaux en général et sur un nouveau système de petite navigation », Journal du génie civil, des sciences et des arts, Paris, t. 1,‎ 1828, p. 476-492 (lire en ligne, consulté le 8 octobre 2018).
- 1829
  - « Précis historique : Sur la navigation intérieure de l'Empire de Russie, depuis le règne de Pierre-le-Grand », Journal du génie civil, des sciences et des arts, t. 2,‎ 1829, p. 20-32 (lire en ligne, consulté le 8 octobre 2018).
- 1830
  - « Notice sur la communication entre le lac Sélichère et le lac Cilment », Journal du génie civil, des sciences et des arts, t. 7, nos 19-21,‎ 1830, p. 433-442 (lire en ligne, consulté le 8 octobre 2018).
  - « Notice, sur les moyens employés ou proposés pour améliorer la navigation de la Seine », Journal des voies de communication, Saint Pétersbourg, Imprimerie des Voies de communication, vol. 18-24, no 19,‎ 1830, p. 17-39 (lire en ligne, consulté le 8 octobre 2018).
  - « Nouvelle démonstration du binôme de Newton pour le cas de l'exposant entier et positif, indépendante de la théorie des permutations et des combinaisons », Journal des voies de communication, Saint Pétersbourg, Imprimerie des Voies de communication, vol. 18-24, no 19,‎ 1830, p. 40-49 (lire en ligne, consulté le 8 octobre 2018).
  - Introduction à l'étude de la statique synthétique à l'usage de l'Institut du corps des voies de communication de Saint-Pétersbourg, Saint-Pétersbourg, Imp. des voies de communication, 1830, 53 p. (SUDOC 201731932).
- 1831
  - « Notice sur la construction des paratonnerres », Journal des voies de communication, Saint Pétersbourg, Imprimerie des Voies de communication, vol. 18-24, no 20,‎ 1831, p. 42-72 (lire en ligne, consulté le 8 octobre 2018).
  - « Mémoire sur la construction des Chaussées, et sur la détermination des distances moyennes pour le transport des matériaux », dans Mémoires présentés à l'Académie impériale des sciences de St.-Pétersbourg par divers savans et lus dans ses assemblées, t. 1, Saint-Pétersbourg, Académie impériale des sciences, 1831 (lire en ligne), p. 52-73.
- 1832
  - Démonstration du principe des vitesses virtuelles, considéré comme base de la mécanique, Saint-Pétersbourg, Imprimerie des voies de communication (avec 3 planches), 1832, 43 p. (SUDOC 170718379).
- 1835
  - « Mémoire sur les machines à vapeur (avec trois planches gravées) », dans Mémoires présentés à l'Académie impériale des sciences de St. Pétersbourg par divers savans et lus dans ses assemblées, t. 2, Saint-Pétersbourg, Académie impériale des sciences, 1835 (SUDOC 020213077, lire en ligne), p. 213-268.
  - « Mémoire sur l'évaluation de la force expansive de la vapeur et sur les avantages qu'on peut en tirer, pour augmenter la puissance des machines dans lesquelles on la fait agir comme moteur », dans Mémoires présentés à l'Académie impériale des sciences de St.-Pétersbourg par divers savans et lus dans ses assemblées, t. 2, Saint-Pétersbourg, Académie impériale des sciences, 1835 (SUDOC 020207530, lire en ligne), p. 269-287.

- 1941 (publication posthume)
  - « Mémoire sur la construction de nouveaux planchers destinés à rendre les bâtiments incombustibles », dans Joseph Mathieu Sganzin et Félix Jean-Baptiste Reibell, Programme ou résumé des leçons d'un cours de construction, Paris, Carillan-Gœury et V. Dalmont, 1839-1840 (lire en ligne), p. 9-26.
  - « Nouveau pont volant suspendu, en bois, pour l'usage des armées », dans Joseph Mathieu Sganzin et Félix Jean-Baptiste Reibell, Programme ou résumé des leçons d'un cours de construction, Paris, Carillan-Gœury et V. Dalmont, 1839-1840 (lire en ligne), p. 27-28.

### Manuscrits
- Mémoire sur les moyens de préserver les machines à vapeur des explosions auxquelles elles sont exposées (feuillets signés), Saint-Pétersbourg, 1834, 52 p. (présentation en ligne).

- Mémoire sur l'état actuel du système de Vychni-Volotchok, ou de la principale communication artificielle établie entre la mer Caspienne et la Baltique
- Mémoire sur l'impossibilité de ramener par un simple approfondissement le niveau du canal de Ladoga, à la même hauteur, que celui du lac du même nom
- Mémoires sur les méthodes de raccordement à employer pour les alignements des routes
- Notice sur un nouvel appareil gazogène
- Introduction à l'étude de la statique synthétique, à l'usage des élèves de l'institut des voies de communications
- Notices sur la composition des reliefs
- Memoire sur un nouveau système relatif à l'établissement d'un chantier général destiné à la construction, au radoub et à la conservation des vaisseaux
- Mémoire sur la fabrication, et en particulier sur le séchage de la poudre à canon

## Carrière
Pierre-Dominique Bazaine est aspirant du corps des ingénieurs des ponts et chaussées lorsqu'il est choisi pour aller en Russie où il effectue toute sa carrière.

### En Russie
- 1810 : Lieutenant-colonel, grade attribué à son arrivée à Saint-Pétersbourg[6].
- 1816 : Colonel[6].
- 1er avril 1820 : Général-major[26].
- 7 avril 1830 : Lieutenant général[33].

### En France
- 1810 : ingénieur ordinaire[32].
- 1828 : ingénieur en chef[32].
- 14 janvier 1831 : inspecteur divisionnaire[32].

## Distinctions et hommages

### Décorations françaises
- Ordre national de la Légion d'honneur :
  - Chevalier : 1er mai 1821[34].
  - Officier : 12 février 1826[35].
  - Commandeur[27].

### Décorations étrangères
Pierre-Dominique Bazaine a reçu de nombreux honneurs et récompenses pour sa contribution à l'infrastructure de la Russie. Il a également été fait membre honoraire de plusieurs Académies des sciences à travers l'Europe pour ses thèses mathématiques innovantes.
- Par les empereurs russes Alexandre Ier et Nicolas 1er[27] : 
  - Ordre de Sainte-Anne :
    - avril 1812 : seconde classe[6].
    - Plus tard grand-cordon (1re classe)[34].

  - Ordre de Saint-Vladimir : chevalier (3e classe)[34] puis grand-cordon[27].
  - Ordre de Saint-Alexandre Nevski : grand-cordon[27].
- Par le roi de Prusse Guillaume Ier :
  - Ordre de l'Aigle rouge grande-croix[27].
- Pologne :
  - Ordre de l'Aigle blanc grand-cordon[27].

### Membre d'Académies et autres organisations
- Académie royale des Sciences de Munich[27].
- Académie impériale des Sciences de Saint-Pétersbourg : 1817, membre correspondant ; 1828, membre honoraire[27].
- Société minéralogique de Saint-Pétersbourg[27].
- Université impériale de Saint-Pétersbourg : 1834, membre honoraire[27].
- Académie des Sciences militaires de Stockholm[27].
- Académie royale des Sciences de Stockholm[27].
- Académie royale des sciences de Turin[27].
- Académie impériale de Wilna[27].

#### Articles
- Alexandre Corréard (dir.), « Notice sur les travaux des officiers du corps des ingénieurs des voies de communication de l'Empire Russe », Journal du génie civil, des sciences et des arts, t. 5, nos 13-15,‎ 1829, p. 225-249 (lire en ligne, consulté le 8 octobre 2018).
- Jean-Claude Dubos, « Note sur les documents relatifs à la mort de Fourier », Cahiers Charles Fourier, no 8,‎ 1997 (lire en ligne, consulté le 9 octobre 2018).
- Dmitri Gouzévitch et Irina Gouzévitch, « Les contacts franco-russes dans le monde de l'enseignement supérieur technique et de l'art de l'ingénieur », Cahiers du monde russe et soviétique, vol. 34, no 3,‎ 1993, p. 345-367 (lire en ligne, consulté le 7 octobre 2018).
- Dmitri Gouzévitch et Irina Gouzévitch, « Note de l'ingénieur-colonel Raucourt de Charleville concernant les voies de communication en Russie », Cahiers du monde russe : Russie, Empire russe, Union soviétique, États indépendants, vol. 37, no 4,‎ octobre-décembre 1996, p. 479-504 (lire en ligne, consulté le 7 octobre 2018).
- Dmitri Gouzévitch et Irina Gouzévitch, « La guerre, la captivité et les mathématiques », Bulletin de la Sabix, no 19,‎ 1998, p. 30-68 (lire en ligne, consulté le 7 octobre 2018).
- Dmitri Gouzévitch et Irina Gouzévitch, « Gabriel Lamé à Saint Pétersbourg (1820 – 1831) », Bulletin de la Sabix, no 44,‎ 2009, p. 20-43 (lire en ligne, consulté le 9 octobre 2018).
- Christian Marbach, « Guerre et paix : les X en Russie de 1810 à 1830 », La Jaune et la Rouge,‎ mars 2017, p. 40-43 (lire en ligne, consulté le 10 octobre 2018).

#### Chapitres
- Charles Eck, « À messieurs les constructeurs, suivi d'une notice sur le Général Bazaine (publiée dans Le Biographe de 1838) », dans Joseph Mathieu Sganzin et Félix Jean-Baptiste Reibell, Programme ou résumé des leçons d'un cours de construction. Avec des applications tirées spécialement de l'art de l'ingénieur des ponts et chaussées, Paris, Carillan-Gœury et V. Dalmont, 1839-1840, 120 p. (lire en ligne), p. 116 et 118-120.
- Dmitri Gouzévitch et Irina Gouzévitch, « Des ingénieurs français au service de la couronne russe au début du XIXe siècle : Sources en Russie et en Ukraine », dans Annie Charon (dir.), Bruno Delmas (dir.), et Armelle Le Goff (dir.), La France et les Français en Russie : Nouvelles sources et approches (1815-1917), Paris, Publications de l’École nationale des chartes, coll. « Études et rencontres » (no 34), 2011, 628 p. (ISBN 9782357231085, DOI 10.4000/books.enc.1265, lire en ligne), 101-138.
- André Guillerme (rédacteur), « P-D Bazaine », dans Société française d'histoire des sciences, De la diffusion des sciences à l'espionnage industriel, XVe – XXe siècle (actes du colloque de Lyon (30-31 mai 1996) de la SFHST), ENS Editions, coll. « Cahiers d'histoire et de philosophie des sciences » (no 47), 1999, 316 p. (ISBN 9782902126620, lire en ligne), p. 167-171.

#### Ouvrages
- Joseph-Marie Quérard, Littérature française contemporaine 1826-1840 : Continuation de la France littéraire, t. 1, Paris, Daguin frères, éditeurs, 1840 (lire en ligne), BAZ, « Bazaine (Pierre-Dominique) », p. 209-214.
- François Verronnais, Statistique historique, industrielle et commerciale du Département de la Moselle, Metz, Verronnais, 1844 (lire en ligne), « Scy - Bazaine père - Bazaine (P.-D.) », p. 445-447.
- Maurice Baumont, Bazaine : Les secrets d’un maréchal, 1811-1888, Paris, La Documentation Française, coll. « Personnages », 1978, 425 p. (ISBN 978-2-11-080717-5, lire en ligne), p. 16-37.
- Joseph Valynseele (préf. Jean Tulard), Les Maréchaux de Napoléon III : leur famille et leur descendance, Paris, J. Valynseele, 1980, 600 p. (ISBN 2-901065-02-3, présentation en ligne), chap. XVIII (« François-Achille Bazaine 5-IX-1864 »), p. 523-554.
- (ru) Guzevich, Dmitry Yuryevich et Guzevich, Irina Davidovna, Petr Petrovich Bazin (1786-1838), Saint-Pétersbourg, Éditeur Science, coll. « Biographies et mémoires / publications Littérature scientifique et biographique », 1995 (présentation en ligne).
- Jean-Marie Thiébaud, La Russie, l'URSS, la Biélorussie, les Pays baltes, l'Arménie, la Géorgie et l'Ukraine : dictionnaire bibliographique, biographique, généalogique, héraldique et historique du moyen âge au XXIe siècle, vol. 2, J.-M. Thiébaud, 2001, 1937 p. (lire en ligne), p. 785.
- Jean-Marie Thiébaud, Les français et les suisses francophones en Russie et en URSS du Moyen Âge à nos jours : dictionnaire historique, biographique, généalogique et héraldique, GeneaGuide, 2002, 462 p. (ISBN 978-2-84489-095-5, lire en ligne), p. 56.
- François Semur, L'affaire Bazaine : un maréchal devant ses juges, Turquant, Éditions Cheminements, coll. « Gens d'ici », 2009, 384 p. (ISBN 978-2-84478-782-8, lire en ligne).
- Dmitri Gouzévitch, Irina Gouzévitch, Christian Marbach et al., Guerre et Paix Des polytechniciens en Russie (1810-1840) : suivi par Le Fonds Fabre (Bulletin), Paris, Sabix : Société des amis de la bibliothèque et de l'histoire de l'École polytechnique, février 2018, 187 p. (présentation en ligne), chap. 62.

### Webographie
- François Pierre Tarbé de Saint-Hardouin, « Notices biographiques sur les ingénieurs des Ponts et Chaussées depuis la création du corps en 1716 jusqu'à nos jours », sur patrimoine.enpc.fr, Paris, Baudry, 1884 (consulté le 25 octobre 2018), p. 265.
- « Légion d'Honneur, dossier : LH/150/16 », sur Paris Archives Base Léonore (consulté le 7 octobre 2018).
- « Mariages V3E/M 209 », Images du registre par ordre alpha du nom du marié (Clapeyron), voir le n°24, sur Paris Archives, 1834 (consulté le 12 octobre 2018).
- « Un polytechnicien au service des Tsars en Russie : Jacques-Alexandre Fabre (X1801) », sur Bibliothèque centrale École polytechnique (consulté le 9 octobre 2018).
- « Armand-Emmanuel du Plessis, duc de Richelieu (1766-1822) », sur ua.ambafrance.org, 16 novembre 2015 (consulté le 10 octobre 2018).
- « Inventaire après décès de Pierre Dominique Bazaine, lieutenant général au service de la Russie, demeurant rue Neuve des Capucines, n° 9, décédé le 28 septembre 1838 », sur France Archives (consulté le 11 octobre 2018).